# Martiodendron mediterraneum
Martiodendron mediterraneum là một loài thực vật có hoa trong họ Đậu. Loài này được (Benth.) R.C.Koeppen miêu tả khoa học đầu tiên.